# Àfrica Occidental Francesa

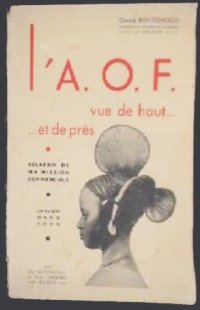
Afrique Occidentale Française, informe de Relacions comercials, mostrant el perfil d'una dona fula. Gener–març 1938.

Àfrica Occidental Francesa (francès: Afrique occidentale française, AOF) fou una federació de fins a vuit territoris colonials francesos a l'Àfrica occidental: Mauritània, Senegal, Sudan Francès (ara Mali), Guinea francès: Afrique occidentale française, Costa d'Ivori, Alt Volta (ara Burkina Faso), Dahomey (ara Benín) i Níger. La capital de la federació fou Saint Louis de Senegal fins al 1902, després Gorée del 1902 al 1904 i finalment es va establir definitivament a Dakar el 1904. La federació va existir des de 1895 fins al 1960.

## Història

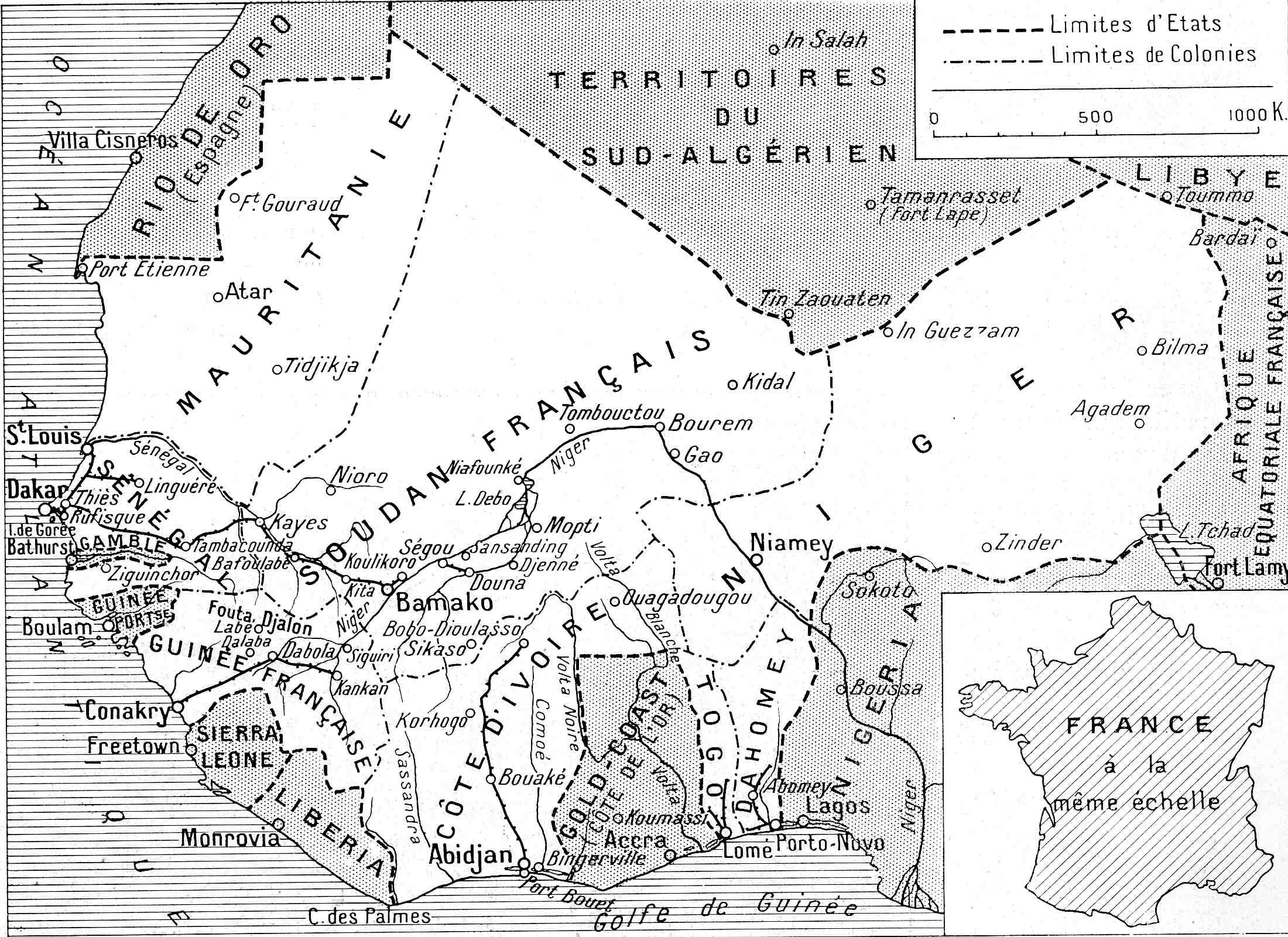
Mapa de les set colònies de l'AOF el 1936. Notar que la vuitena colònia, l'Alt Volta estava en aquest període repartit entre els seus veïns. Sudan francès també conté una part important del que és avui la meitat oriental de Mauritània.

Fins després de la Segona Guerra Mundial gairebé tots els africans vivint a les colònies de França no va ser ciutadans de França. Eren "Subjectes francesos", no tenint drets davant la llei, drets de propietat, de domini, drets de viatjar, de dissentir o de vot. L'excepció eren les Quatre Communes del Senegal: aquelles àrees havien estat ciutats de la petita colònia de Senegal el 1848 quan, a l'abolició d'esclavitud per la Segona República francesa, tots els residents de França van rebre drets polítics iguals. Qualsevol capaç de provar que va néixer en aquestes ciutats era legalment francès. Podrien votar en eleccions parlamentàries, les quals havien estat anteriorment dominades per blanc i mestissos residents de Senegal.
Les Quatre Communes de Senegal van ser designades per elegir un diputat per representar-los dins el Parlament francès en els anys 1848–1852, 1871–1876, i 1879–1940. El 1914, el primer africà, Blaise Diagne, va ser elegit com a diputat per Senegal al Parlament francès. El 1916, Diagne va presentar a l'Assemblea Nacional una llei (Loi Blaise Diagne) concedint ciutadania plena a tots els residents de les anomenades Quatre Communes. A canvi va prometre reclutar milions d'africans per lluitar a la Primera Guerra Mundial. Després, tots els negres africans de Dakar, Gorée, Sant-Louis, i Rufisque van poder votar per enviar un representant a l'Assemblea Nacional francesa.
Els francesos perseguien la seva part en el repartiment de l'Àfrica en els anys 1880 i 1890, i van conquerir grans territoris a l'interior de l'Àfrica, al principi governades com a part de la colònia de Senegal, o com entitats separades. Aquestes àrees conquerides eren normalment governades per oficials de l'exèrcit francès, i batejats com a "Territoris Militars". A finals dels anys 1890, el govern francès va començar a limitar l'expansió territorial dels seus "oficials en terra", i va transferir tots els territoris a l'oest del Gabon a un Governador únic que va residir al Senegal, informant directament al Ministre d'Afers Estrangers. El primer Governador general del Senegal i l'AOF va ser nomenat el 1895, i el 1904, els territoris agrupats foren formalment anomenats Àfrica Occidental Francesa (AOF). Gabon més tard esdevindria la seu de la seva federació pròpia, l'Àfrica Equatorial francesa (AEF), la qual tenia frontera amb el seu veí occidental en la moderna frontera entre Níger i Txad.
Després de la caiguda de França el juny de 1940 i les dues batalles de Dakar contra les forces franceses lliures el juliol i setembre de 1940, les autoritats de l'Àfrica Occidental Francesa van declarar fidelitat al règim de Vichy, igual que ho va fer la colònia del Gabon francès a l'Àfrica Equatorial Francesa. Aquesta darrera va caure en mans de la França Lliure després de la batalla del Gabon el novembre 1940, però l'Àfrica Occidental Francesa va quedar sota control de Vichy fins als aterratges aliats a l'Àfrica del nord (Operació Torxa) el novembre 1942.
Després de la Segona Guerra Mundial, el govern francès va començar un procés d'estendre drets polítics limitats en les seves colònies. El 1945 el Govern Provisional francès va destinar deu escons a l'Àfrica Occidental Francesa a l'Assemblea Constituent convocada per redactar una nova Constitució francesa. D'aquests diputats, cinc serien elegits per ciutadans (només en les Quatre Communes tenia opcions de guanyar un africà) i cinc per subjectes africans. Les eleccions van portar a prominència una generació nova d'africans de formació francesa. El 21 d'octubre de 1945 sis Africans van ser elegits; els ciutadans de les Quatre Communes van escollir Lamine Guèye, Senegal/Mauritània a Léopold Sédar Senghor, Costa d'Ivori/Alt Volta Félix Houphouët-Boigny, Dahomey/Togo Sourou-Migan Apithy, Sudan-Níger Fily Dabo Sissoko, i Guinea Yacine Diallo. Foren tots reelegits a la 2a Assemblea Constituent el 2 de juny de 1946.
Dins 1946, la Llei Lamine Guèye va concedir alguns drets de ciutadania limitada a nadius de les colònies africanes. L'Imperi francès va ser rebatejat com Unió francesa el 27 d'octubre de 1946, quan la nova constitució de la Quarta República Francesa va ser establerta. A finals de 1946 sota aquesta constitució, cada territori podia per primer cop (exceptuant les Quatre Communes) elegir representants locals, amb poders limitats als nous Consells Generals que s'havien establert. Aquests cossos electes només tenien uns limitats poders consultius, tot i que aprovaven els pressupostos locals. La Llei Cadre de 23 de juny de 1956 va portar el sufragi universal a les eleccions a celebrar en el futur en totes les colònies africanes franceses. Les primeres eleccions sota el sufragi universal a l'Àfrica Occidental Francesa foren les eleccions municipals de finals del 1956. El 31 de març de 1957, sota sufragi universal, es van fer eleccions a l'Assemblea territorial en cadascuna de les vuit colònies (Togo com a Territori en fideïcomís de l'ONU tenia en aquesta etapa en una trajectoria diferent). Els dirigents dels partits guanyadors van ser nomenats a la nova posició de Vicepresidents del respectiu Consell de Govern — els governadors Colonials francesos van quedar com a Presidents.
La Constitució de la Cinquena República francesa de 1958 un altre cop va canviar l'estructura de les colònies de la Unió francesa a Comunitat francesa. Cada territori va esdevenir un "Protectorat", amb l'assemblea consultiva anomenada Assemblea Nacional. El Governador nomenat pel govern francès va ser rebatejat "Alt Comissari", i fou fet cap d'estat de fet de cada territori. L'Assemblea anomenaria un africà com a cap de govern amb poders de conseller del cap d'estat. Legalment, la federació deixava d'existir després del setembre de 1958 amb el referèndum per aprovar aquesta nova Comunitat Francesa. Totes les colònies exceptuant Guinea van votar per acceptar la nova estructura. Els guineans van votar per la independència total. El 1960, una revisió de la constitució francesa, obligada pel fracàs en la guerra de la Indoxina Francesa i les tensions dins Algèria, va permetre als membres de la Comunitat francesa a canviar unilateralment les seves constitucions pròpies. Senegal i el Sudan Francès esdevenien la Federació de Mali (1960–61), mentre Costa d'Ivori, Níger, Alt Volta i Dahomey van formar l'efímera Unió Sahel-Benín, més tard el Consell de l'Entesa.

## Canvis territorials
L'estructura administrativa de les possessions colonials franceses a l'Àfrica occidental, encara que més homogènies que les veïnes possessions britàniques, va estar marcada per varietat i els canvis. En la història de l'AOF, les colònies individuals i els territoris militars van ser reorganitzats nombroses vegades, com ho fou el Govern General principalment aDakar. L'Alt Volta va ser format i després repartit entre les colònies veïnes dues vegades. Les colònies de Mauritània i Níger van quedar fora de la federació fins al 1904 i 1920 respectivament (si bé hi van ser abans com territori de Mauritània i territori Militar de Zinder el 1904 i 1900 però eren Territoris Militars, directament controlats per l'Exèrcit francès). Després de la Segona Guerra Mundial, i l'aprovació de Llei Cadre (Llei de Reforma d'Ultramar de 1956), van reestructurar radicalment l'administració de les colònies. El Togo Francès adquirit per França d'Alemanya en la Primera Guerra Mundial, era per la majoria d'aquest període no nominalment una colònia sinó un territori sota mandat i després un fideïcomís.
Els límits de cadascuna de les colònies de l'AOF es va negociar amb les potències colonials veïnes per convencions i en cas de veïnatge entre territoris francesos, van ser definits per decisió administrativa. Cada colònia francesa estava dividida en unitats administratives (districte) i aquests en cercles i subdivisions.
El Decret d'1 d'agost 1893 sobre l'establiment de l'organització política i administrativa dels Rius del Sud, els Establiments Francesos de la Costa d'Or i els Establiments Francesos del Golf de Benín: 
- Rius del Sud, amb un pressupost especial separat del pressupost del Senegal, però administrat pel sots-governador del Senegal, assistit per un secretari general

- Dos establiments o residencies, amb pressupostos especials separats de la dels Rius del Sud, però administrades per un resident, sota l'autoritat del sotsgovernador dels Rius del Sud: Els Establiments Francesos de la Costa d'Or i els Establiments Francesos al golf de Benín.

El Decret de 17 octubre 1899 sobre la reorganització de l'Àfrica Occidental Francesa, va suprimir la colònia francesa del Sudan (Sudan Francès) i el seu territori fou dividit entre els tres establiments existents i dos nous territoris militars.
La colònia del Senegal va tenir onze cercles: Kayes, Bafoulabé, Kita, Satadougou, Bamako, Ségou, Djenné, Nioro, Goumbou, Sokolo i Bougouni; el de Guinea Francesa, sis cercles: Dinguiray, Siguiri, Kouroussa, Kankan, Kissidougou i Beylas; la colònia de la Costa d'Ivori, els tres cercles de Odjenné, Bouna i Kong; la colònia de Dahomey, el cantó de Kouala Nebba, al sud de Liptako i el territori de Say, amb els quatre cantons de Djennaré, Diongnré, Folmongani i Botou.
El primer territori militar cobria la zona anomenada "regió nord i nord-est del Sudan francès", incloent els sis cercles de Tombouctou, Iumpi, Goundam, Bandiagara, Dori i Uahiguya; el segon territori militar, dit districte "regió del Volta", incloïa els cercles de San, Ouagadougou, Leo, Koury, Sikasso, Bobo Dioulassou i Djebougou.
En el marc del Decret d'1 d'octubre 1902 la reorganització del Govern General de l'Àfrica Occidental Francesa, va incloure: 1) Quatre colònies, administrades per un governador amb el títol de sotsgovernador, i assistit per un secretari general:
- La colònia del Senegal, el territori de la qual queda reduït als "territoris administrats directament"
- les següents tres colònies es mantenen en els seus límits existents: Guinea Francesa, Costa d'Ivori i Dahomey

2) Un territori administrat pel Governador General o per delegació especial, el secretari general del Govern General, assistit per un Consell d'Administració:
- El territori de Senegàmbia i Níger creat a partir d'Alt Senegal i territoris del Níger mitjà i els "protectorats" prèviament pertanyents al Senegal.

Pel decret de 18 d'octubre 1904 es va fer la reorganització del Govern General de l'Àfrica Occidental Francesa, que inclou: 1) Cinc colònies, amb autonomia administrativa i financera, i administrada per un sots-governador assistit per un secretari general:
- La colònia del Senegal, el territori de la qual, reduït als "territoris d'administració directa" passa a estar integrada també pels "territoris" dels protectorats de la riba esquerra del Senegal fins ara inclosos a Senegàmbia i Níger.
- La colònia de l'Alt Senegal i Níger, creat a partir dels antics territoris de l'Alt Senegal i Níger Mitjà i els que formen el Tercer Territori militar, la capital de la qual es va establir a Bamako, i es va subdividir en: Cercles d'administració civil, integrats pels que formaven fins ara el segon territori militar; i el territori militar del Níger, administrat per un oficial d'alt rang titulat comandant;
- Les altres res colònies es mantenen en els seus límits existents: Guinea Francesa, Costa d'Ivori i Dahomey.
- Un territori civil, sense autonomia administrativa i financera, i administrada per un comissionat del Governador General: El territori civil de Mauritània

El Decret de 7 de setembre de 1911, agregava el territori militar del Níger al Govern General de l'Àfrica Occidental Francesa, separant el territori militar del Níger de la colònia de l'Alt Senegal i Níger, i la va erigir en subdivisió administrativa sota les ordres d'un oficial superior, el comandant del territori, i directament sota el governador general.
El Decret d'1 de març de 1919, amb la divisió de la colònia de l'Alt Senegal i Níger i la creació de la colònia de l'Alt Volta va dividir la colònia de l'Alt Senegal i Níger en dues colònies diferents: la colònia de l'Alt Volta, la capital es va establir a Ouagadougou, amb els cercles de Gaoua, Bobo-Dioulasso, Dédougou, Ouagadougou, Dori, Say i Fada N'Gourna; i la colònia de l'Alt Senegal i Níger, el territori de la qual es va reduir als cercles restants.
Un decret de 5 setembre 1932 va abolir la colònia de l'Alt Volta i el seu territori fou dividit entre les colònies de Níger, Sudan francès i Costa d'Ivori. Costa d'Ivori va rebre els set cercles de Ouagadougou, Kudugu, Tenkodogo, Kaya, Gaoua i Bobo-Dioulasso, Batie i part del cercle de Dédougou; Sudan francès, el cercle de Yatenga i l'altra part del cercle de Dédougou; i Níger, Fada N'Gourma i Liptako.
La llei nº 47-1707 de 4 de setembre en 1947 determinava la restauració del territori de l'Alt Volta, derogant el decret de 5 de setembre 1932 i restablia com a territori d'ultramar i membre de l'Àfrica Occidental Francesa a l'Alt Volta.
La distribució final fou: 
- El primer assentament va ser el de Senegal. La seva capital era Sant Louis del Senegal i des de 1902 Dakar (o Gorée-Dakar). Es divideix en 15 cercles i els grups wòlof, serere, diola, malinke, peul i tuculor.
- Sudan Francès - a partir dels antics imperis de Ghana, Mali i Songhai - amb capital a Bamako. Es dividia en 21 cercles. Els seus habitants són tuaregs, bambares i sarakholes.
- Guinea Francesa amb capital a Conakry. Es divideix en 18 cercles i poblada per tomes, kissis, bages, coniaguis, malinkes (mandings), sossos i fulanis o peuls (fulbes).
- Costa d'Ivori tenia per capital a Bingerville. Es dividia en 20 cercles.
- Dahomey amb capital a Porto-Novo. Es dividia en 12 cercles.
- Alt Volta amb capital a Ouagadougou. Es dividia en 10 cercles. La població era mossi i manding.
- La més recent era la colònia del Níger, amb capital a Niamey (anteriorment: Zinder). Es dividia en 12 cercles. Els seus habitants són originaris de l'Aïr, Agram, Zinder i Toro.
- Mauritània va tenir capital a Saint Louis, fora dels límits de Mauritània. Es dividia en 8 cercles.

Dakar i Gorée foren organitzades en un districte específic.
França també va tenir dos enclavaments a Nigèria: Forcados i Badjibo.
Una organització conjunta de les zones del sud del Sàhara compartida amb el sud algerià es va crear el 1957.

## Estructura federal

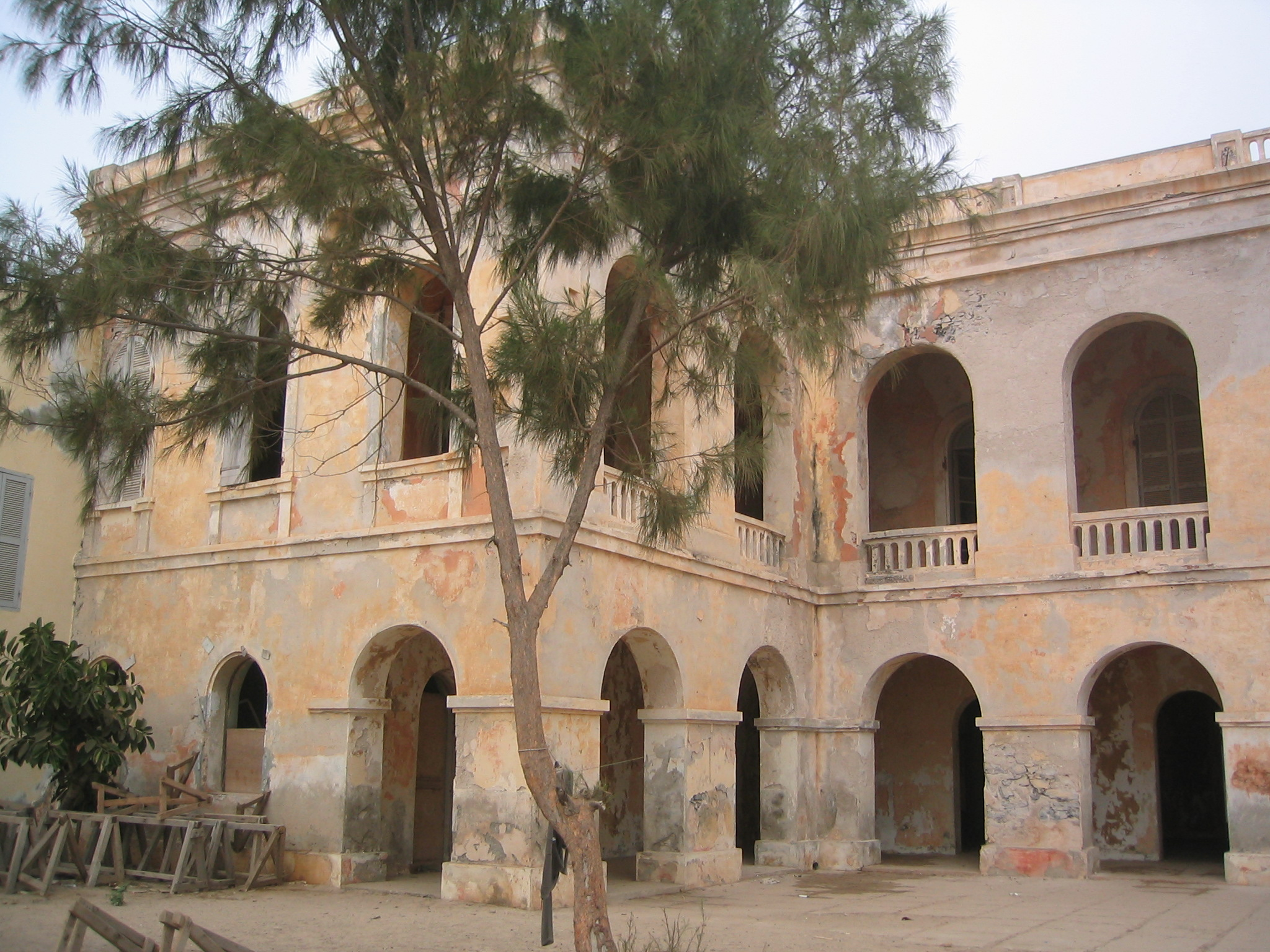
El antic palau del Governador a Gorée, Dakar, Senegal

En teoria el Governador General de l'AOF informava directament al Ministre de Colònies a París, mentre els territoris i colònies individuals informaven només a Dakar. Al principi l'AOF fou creada el 1895 com una unió només del Senegal, Sudan Francès, Costa d'Ivori i Guinea Francesa, i la federació va ser col·locada en permanent activitat el 1904. Un governador-general va tenir seu primer a Sant-Louis, després (de 1902 a 1904) a l'illa de Gorée de la qual Dakar era part (el Senegal era l'establiment francès més antic) i finalment a la pròpia Dakar (Gorée-Dakar). L'AOF subsegüentment es va expandir a territoris francesis veïns: Dahomey va ser afegit el 1899 amb efectes el 1904, quan estava sota domini francès des de 1892; Mauritània el 1920 però de fet ja el 1904, i quan el territori de l'Alt Volta va ser segregat del Sudan francès per decret colonial el 1919 també va entrar automàticament a l'AOF. Entre 1934 i 1937, el Togo, un mandat de la Lliga de Nacions, fou agregat al Dahomey, i de fet entre 1921 (quan fou concedit el mandat) i la independència, va ser administrat a través de l'AOF. El 1904 Mauritània i Níger eren classificats com a "Territoris Militars" però foren governats per l'AOF conjuntament amb oficials de les Forces Colonials franceses fins al 1920 quan van esdevenir colònies.

## Administració colonial

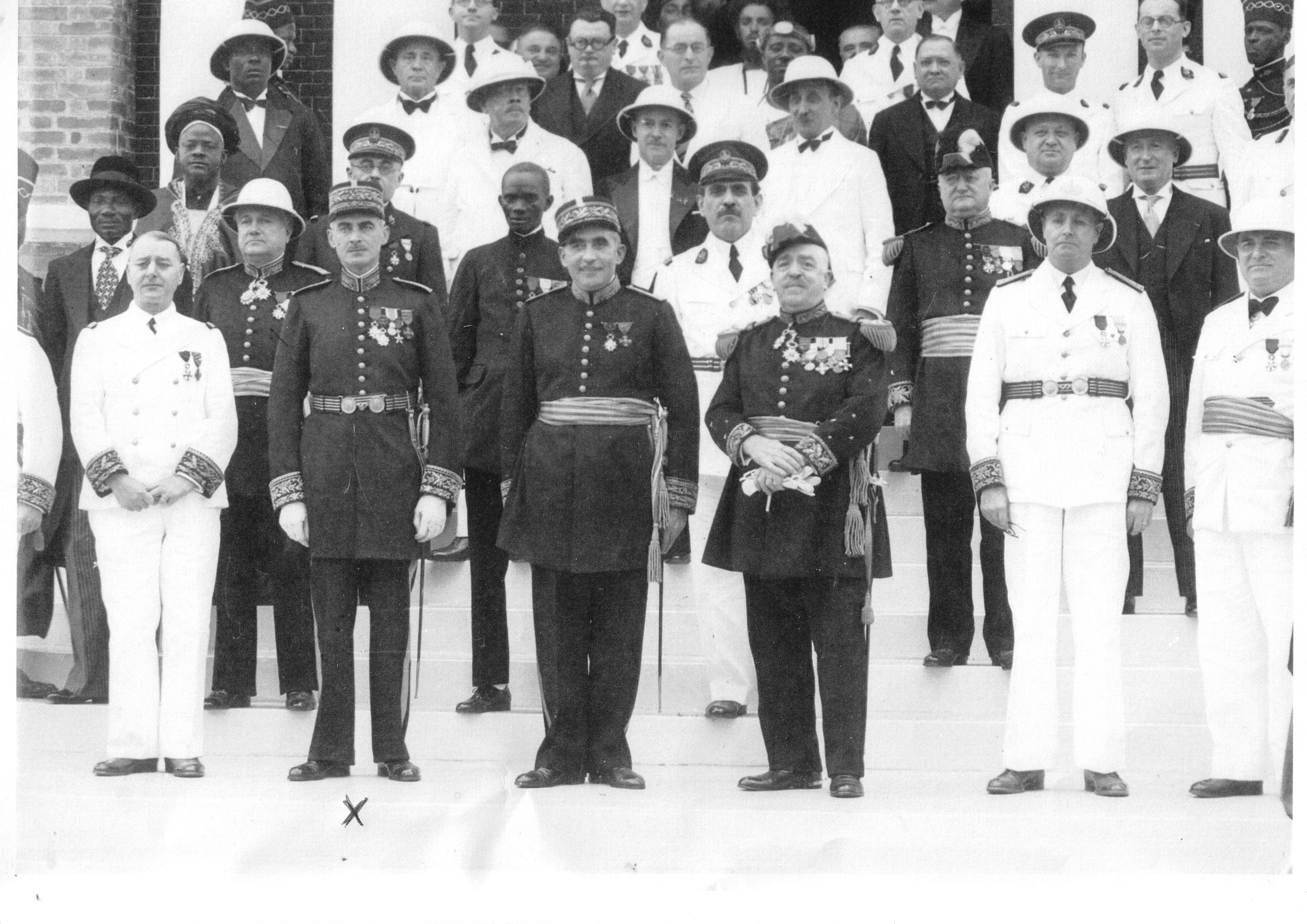
Una trobada de ex governadors del Senegal a Dakar, anys 1950

Cada colònia d'Àfrica Occidental Francesa va ser administrada per un sots-governador, responsable davant del governador general a Dakar. Només el Governador General va rebre ordres de Paris, via el Ministre de Colònies. El Ministre, amb l'aprovació de l'Assemblea Nacional francesa, va escollir sots-governadors i governadors generals.

### Gran Consell d'Àfrica Occidental Francesa
Des de 1946 un Gran Consell d'Àfrica Occidental Francesa va ser creat a Dakar. Dos representants de cada colònia, normalment el sots-governador i un representant de la població francesa allà, ho va tenir seient. Aquest consell va tenir només poders consultius sobre les facultats del Governador General. El funcionament de tals cossos va descansar en el codi legal indígena de 1885.

## Administració local

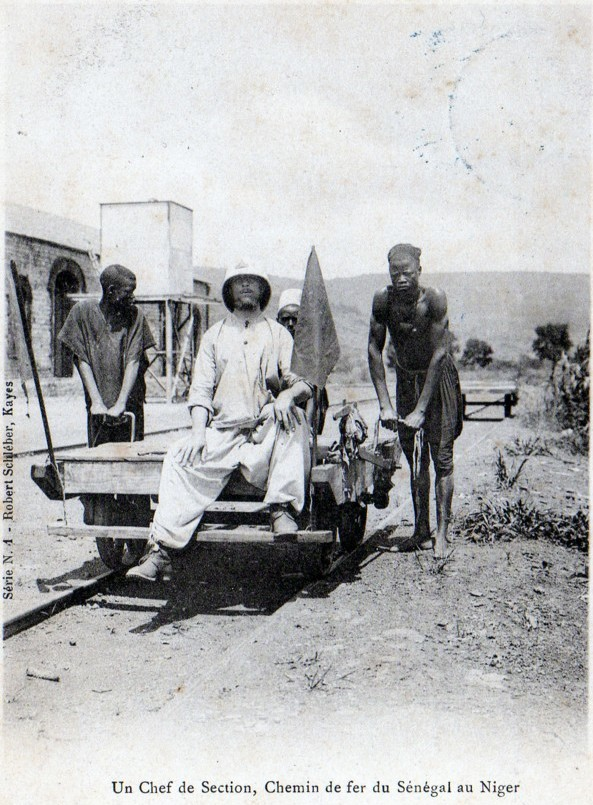
Un "Cap de Secció" a l'edifici del Ferrocarril Dakar-Níger, portat per treballadors africans, Kayes, Mali, 1904

Malgrat aquestes variacions, i a excepció de les comunes senegaleses, l'estructura administrativa del govern francès als nivells més baixos va restar constant, basades en el sistema del cercle. Aquesta era la unitat més petita d'administració política francesa a l'Àfrica colonial francesa, i estava sota el comandament d'un oficial europeu. Podrien variar en mida, perquè el Sudan francès (Mali modern) va consistir en menys d'una dotzena de cercles la major part del temps que va existir, mentre eren molts més a altres colònies com el Senegal. Per això, un comandant de cercle podria ser l'autoritat absoluta sobre centenars de milers d'africans.

### Cercles
Un Cercle va consistir en diversos cantons, cadascun dels quals consistia en diversos pobles o llogarets, i era gairebé universal en les colònies africanes de França de 1895 a 1946.
El "Comandant de cercle" ("commandant de cercle") estava subjecte a l'autoritat d'un Comandant de Districte, i el govern de la colònia estava damunt d'aquest, però era independent de l'estructura Militar (a fora d'àrees militars com foren Mauritània i Níger abans de la Segona Guerra Mundial). Sota el "Comandant de cercle" estaven una sèrie de caps de cantó africans i de "Chefs du Poble": els caps eren nomenats pels francesos i subjectes a deposició pels europeus. També el "Comandant de cercle" tenia un nombre gran de criats, empleats, i agents africans com el "Gardes-de-cercle" (policia i alguna unitat militar que els ajudava en el govern) o autoritats de govern com sub-administradors com el Precepteur du marché (inspectors de comerç), etc.

A causa de la pràctica administrativa i l'aïllament geogràfic, els comandants de cercle van tenir una quantitat enorme de poder sobre les vides dels africans al voltant els. El comandant del cercle també van tenir poder enorme sobre la vida econòmica i política dels seus territoris. Legalment, tots els africans fora dels de les Quatre Communes de Senegal eren "subjectes" sota el Codi legal de l'Indígena de 1885. Aquest codi va donar poders amplis a administradors francesos, incloent els drets d'arrestar, jutjar, castigar i empresonar subjectes. També va donar a les autoritats locals franceses el dret de requisar treball forçat, normalment limitat a homes sans i capaços per unes quantes setmanes un any, però en la pràctica hi havia poques restriccions. Aquestes "eines" incloïen la ideologia de missió civilitzadora comuna en el període que va seguir la Primera Guerra Mundial. Cada nou Comandant de Cercle podia portar amb ell grans projectes pel desenvolupament i la reestructuració de les vides de les persones que havia de governar.

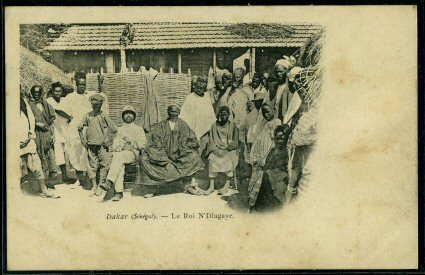
Rei N'Diagaye, un cap local del Senegal prop de Dakar, rebent un Administrador francès. Vers 1910.

### Caps
L'altre oficial particular a l'administració local d'Àfrica Occidental Francesa era el "Cap". Aquests eren africans nomenats per oficials francesos per la seva lleialtat a França menys que pels seus drets al poder local. Aquests caps van ser assignats per crear els territoris similars en escala d'un cantó francès, així com en les petites estructures tribals que els francesos havien trobat en les àrees costaneres dels Rius del Sud colònia des del 1882, avui Guinea. El cantó, llavors, era molt més petit que, i qualitativament diferent de, els estats precolonials del Sahel (com l'Imperi Tuculor) que els francesos van conquerir més tard.
Foren esmentats com "Caps de cantó", "Caps del Poble", o ocasionalment agafaven el títol precolonial que havien tingut en els estats assimilats a l'estructura francesa. Això darrer fou poc habitual però esdevingué més prevalent en els territoris colonials conquerits darrerament, quan hi havia pocs administradors disponibles per governar sobre grans territoris poc poblats amb fortes estructures estatals precolonials.
On aquestes enitats més gran van resistir els francesos, foren sovint trencades en petits cacicats. Les grans entitats van tenir un segment de l'elit que volia treballar amb els francesos, i aquestes van ser mantingudes sota el nou lideratge. El sultà d'Agadez, el sultà de Damagaram, i el djermakoy de Dosso són exemples d'aquests "Caps de cantó" procedents de grans caps. Però fins i tot aquests governants van ser reemplaçats per individus escollits per les autoritats franceses.
Els caps van tenir el dret d'armar un nombre reduït de guàrdies i eren responsable de la recaptació d'impostos, el reclutament del treball forçat, i la imposició de la "Llei Consuetudinària". En general els caps de cantó van servir a les ordres del seu Comandant de cercle, i podien ocupar-se dels seus afers propis només quan la tranquil·litat es mantenia i les ordres es complien.

## Geografia
Amb una àrea de 4.689.000 quilòmetres quadrats (majoritàriament el desert o semidesert de l'interior de Mauritània, del Sudan i del Níger) estenent-se de l'extrem occidental d'Àfrica a les profunditats del Sàhara, la federació contenia més de deu milions d'habitants a la seva creació, i uns 25 milions a la seva dissolució; al cens de 1921, es van censar 12.283.000 habitants (sense incloure el Togo que era administrat des de l'AOF però no en formava part). L'AOF va incloure tota la vall del riu Senegal, la majoria de la vall del riu Níger, i la majoria de la regió occidental del Sahel. També tenia boscos tropicals inclosos dins Costa d'Ivori i Guinea, les muntanyes del Fouta Djalon i les de l'Aïr del modern Níger.

### Territoris
Integrants en el moment del decret de creació el 16 de juny de 1895:
- Colònia del Senegal (des de 1904 Colònia i Protectorat del Senegal)
- Colònia de Guinea Francesa
- Colònia del Sudan Francès (després del 1899 Alt Senegal i Níger, 1902 Senegàmbia i Níger, el 1904 colònia d'Alt Senegal-Níger i el 1920 altre cop colònia del Sudan Francès)
- Colònia de la Costa d'Ivori

Posteriorment s'hi van afegir altres territoris:
- Colònia de Dahomey, incorporada el 1899
- Territori Militar de Zinder, incorporat el 1900 (des de 1920 Territori del Níger)
- Territori de Mauritània, incorporat el 1904 (des de 1920 Colònia de Mauritània)
- Colònia de l'Alt Volta (incorporada el 1919, suprimida el 1933)

## Governadors-generals (de 1895 a 1902 també governadors del Senegal)
- 16 juny 1895 - 1 nov 1900 Jean Baptiste Émile Louis Barthélémy Chaudié
- 15 juliol 1897 - 2 oct 1897 Noël Eugène Ballay (suplent)
- 28 juliol 1898 - 13 nov 1898 Noël Eugène Ballay (suplent)
- 1 nov 1900 - 26 gener 1902 Noël Eugène Ballay
- 19 abril 1901 - 26 oct 1901 Victor Lanrezac (suplent)
- 26 gener 1902 - 15 març 1902 Pierre Paul Marie Capest (interí)
- 15 març 1902 - 15 desembre 1907 Ernest Roume
- 29 juny 1902 - 25 oct 1902 Victor Liotard (suplent)
- 10 juny 1903 - 29 oct 1903 Martial Henri Merlin (suplent)
- 8 juliol 1904 - 5 nov 1904 Martial Henri Merlin (suplent)
- 21 juliol 1905 - 5 nov 1905 Martial Henri Merlin (suplent)
- 18 març 1905 - 22 abril 1905 Camille Guy (suplent)
- 15 desembre 1907 - 9 març 1908 Martial Henri Merlin (interí)
- 9 març 1908 - 26 juny 1915 Amédée William Merlaud-Ponty
- Gener 1912 - agost 1912 Marie François Joseph Clozel (suplent)
- 14 juny 1915 - 3 juny 1917 Marie François Joseph Clozel ((suplent els seus primers 15 dies del 1915, després titular)
- 3 juny 1917 - 22 gener 1918 Joost van Vollenhoven
- 22 gener 1918 - 30 juliol 1919 Gabriel Louis Angoulvant (interí)
- 30 juliol 1919 - 16 setembre 1919 Charles Désiré Auguste Brunet (interí)
- 16 setembre 1919 - 18 març 1923 Martial Henri Merlin (segona vegada)
- 18 març 1923 - 15 oct 1930 Jules Gaston Henri Cardé
- 31 maig 1924 - 19 oct 1924 Auguste Dirat (suplent)
- 17 abril 1926 - 19 nov 1926 Auguste Dirat (suplent)
- 23 març 1929 - 30 oct 1929 Auguste Dirat (suplent)
- 15 oct 1930 - 27 setembre 1936 Joseph Jules Brévié
- 6 Abril 1933 - 2 desembre 1933 Albéric Auguste Fournier (suplent)
- 7 maig 1935 - 5 desembre 1935 Pierre François Boisson (suplent)
- 27 setembre 1936 - 14 juliol 1938 Jules Marcel de Coppet
- 14 juliol 1938 - 28 oct 1938 Léon Geismar (interí)
- 28 oct 1938 - 10 agost 1939 Pierre François Boisson (interí)
- 10 agost 1939 - 25 juny 1940 Léon Henri Charles Cayla
- 25 juny 1940 - 13 juliol 1943 Pierre François Boisson (segona vegada, esmentat també com "Alt Comissionat per tota l'Àfrica Francesa que incloien els territoris no sotmesos a la França Lliure)
- 13 juliol 1943 - 2 abril 1946 Pierre Charles Cournarie
- maig 1946 - 27 gener 1948 René Victor Marie Barthès
- 27 gener 1948 - 24 maig 1951 Paul Léon Albin Béchard
- 24 maig 1951 - 21 setembre 1952 Paul Louis Gabriel Chauvet (interí)
- 21 setembre 1952 - 5 juliol 1956 Bernard Cornut-Gentille
- 5 juliol 1956 - 4 abril 1957 Gaston Custin
- 4 abril 1957 - Juliol 1958 Gaston Custin (alt comissionat)
- Juliol 1958 - 22 desembre 1958 Pierre Messmer (alt comissionat)